# Xanthopimpla naevia
Xanthopimpla naevia är en stekelart som beskrevs av Chao 1997. Xanthopimpla naevia ingår i släktet Xanthopimpla och familjen brokparasitsteklar. Inga underarter finns listade i Catalogue of Life.